# Ken Venturi
Kenneth Paul „Ken“ Venturi (* 15. Mai 1931 in San Francisco, Kalifornien; † 17. Mai 2013 in Rancho Mirage, Kalifornien) war ein professioneller amerikanischer Golfer und Golf-Moderator. In seiner aufgrund von Verletzungen gekürzten Karriere gewann er 14 Turniere auf der PGA Tour, darunter die U.S. Open 1964. Bevor er 2013 verstarb, wurde er in die World Golf Hall of Fame aufgenommen.

## Frühe Jahre und Amateurkarriere
Venturi lernte bereits in jungen Jahren, Golf zu spielen. Er trainierte im Harding Park Golf Course und in anderen öffentlichen Vereinen der Bay Area.
In den frühen 1950er Jahren war er ein Schüler von Byron Nelson. Zudem wurde er geprägt und inspiriert durch seinen Sportkameraden Ben Hogan. Venturi gewann die California State Amateur Championship 1951 und 1956, während er in der Zwischenzeit der U.S. Army in Korea und Europa diente.
Venturi erregte erstmals öffentliches Interesse im Alter von 24 Jahren. Obwohl er immer noch Amateur war, beendete er 1956 die Masters als Zweiter, einen Platz hinter Jack Burke Junior. Venturi führte das Feld nach jeder der ersten drei Runden an und wäre der erste und bis heute einzige Amateur geworden, der die Masters hätte gewinnen können, spielte aber in der letzten Runde eine 80 und verspielte seine Führung von vier Schlägen.

## Professionelle Karriere
Venturi wurde Ende 1956 professioneller Golfspieler. 1958 und 1960 kam er dem Sieg der Masters wieder nahe, wurde aber in beiden Turnieren von Arnold Palmer geschlagen.
1961 kam Venturi's Karriere ins Schwanken, nachdem er bei einem Autounfall leichte Verletzungen erlitten hatte. Dieses Tief hielt bis 1964 an. Nach einigen Siegen erreichte er den Höhepunkt seines Comebacks, als er in demselben Jahr die U.S. Open im Congressional Country Club gewann, obwohl er wegen des heißen Klimas und der Feuchtigkeit des ganzen Tages kurz vor dem Zusammenbruch stand. Er war der erste Golfspieler, der die U.S. Open gewann, nachdem er die sectional Qualifikation gewann. 1964 wurde ihm auch die „Sportsman of the Year“-Auszeichnung des Magazins Sports Illustrated und der „PGA Player of the Year“-Titel verlieren. Ein Jahr später spielte er im Ryder-Cup-Team für die USA.
Nachdem in beiden Handgelenken das Karpaltunnelsyndrom diagnostiziert wurde, verpasste Venturi mehrere Cuts und konnte seine Titel aus dem Vorjahr nicht mehr verteidigen. Sein Zustand verbesserte sich auch nach einer Operation nicht. Auch wenn er 1966 noch ein letztes Tour-Event in seiner Heimat gewinnen konnte, erreichte er seine alte Form nie mehr.

## Kommentatorentätigkeit
Venturi trat 1967 in den sportlichen Ruhestand, blieb aber als Analyst für CBS Sports weiterhin im Golfsport tätig. Obwohl er stotterte, übte er diese Tätigkeit 35 Jahre lang aus. Erst im Alter von 71 Jahren hörte er als CBS-Analyst mit der Berichterstattung auf. Er wurde durch Lanny Wadkins ersetzt, dem im Jahr 2007 Nick Faldo folgte.

## Schauspiel
1996 trat Venturi im Film Tin Cup auf und spielte sich selbst als einen Moderator bei den U.S. Open.

## Ehrungen
2004 wurde ihm auf dem Palm Springs Walk of Stars ein Stern gewidmet. 2013 wurde er in die World Golf Hall of Fame der „lifetime achievement“-Kategorie eingetragen.

## Tod
Am 17. Mai 2013 verstarb Venturi im Alter von 82 Jahren in Rancho Mirage. Davor wurde er für zwei Monate wegen mehrerer Infektionen in einem Krankenhaus behandelt. Venturi hinterließ seine dritte Ehefrau, zwei Söhne und vier Enkel. Er wurde im Forest Lawn Cemetery in Cathedral City begraben.

## Amateursiege (5)
- 1950: San Francisco City Amateur Championship
- 1951: California State Amateur Championship
- 1953: San Francisco City Amateur Championship
- 1956: California State Amateur Championship, San Francisco City Amateur Championship

## Professionelle Siege (15)

### PGA Tour Siege (14)
| No. | Datum           | Turnier                              | Resultat        | Score | Vorsprung | Zweitplatzierte(r)                                   |
| --- | --------------- | ------------------------------------ | --------------- | ----- | --------- | ---------------------------------------------------- |
| 1   | 18. August 1957 | St. Paul Open Invitational           | 66-67-65-68=266 | −22   | 2 Schläge | Bob Rosburg                                          |
| 2   | 25. August 1957 | Miller High Life Open                | 68-66-65-68=267 | −13   | 5 Schläge | Al Balding, Sam Snead                                |
| 3   | 26. Januar 1958 | Thunderbird Invitational             | 70-63-66-70=269 | −15   | 4 Schläge | Jimmy Demaret, Gene Littler                          |
| 4   | 2. Februar 1958 | Phoenix Open Invitational            | 70-68-66-70=274 | −10   | 1 Schlag  | Walter Burkemo, Jay Hebert                           |
| 5   | 2. März 1958    | Baton Rouge Open Invitational        | 69-69-69-69=276 | −12   | 4 Schläge | Lionel Hebert, Arnold Palmer                         |
| 6   | 4. August 1958  | Gleneagles-Chicago Open Invitational | 65-67-68-72=272 | −8    | 1 Schlag  | Julius Boros, Jack Burke, Jr.                        |
| 7   | 5. Januar 1959  | Los Angeles Open                     | 72-71-72-63=278 | −6    | 2 Schläge | Art Wall jr.                                         |
| 8   | 28. Juni 1959   | Gleneagles-Chicago Open Invitational | 64-75-68-66=273 | −7    | 1 Schlag  | Johnny Pott                                          |
| 9   | 24. Januar 1960 | Bing Crosby National Pro-Am          | 70-71-68-77=286 | −2    | 3 Schläge | Julius Boros, Tommy Jacobs                           |
| 10  | 28. August 1960 | Milwaukee Open Invitational          | 65-69-68-69=271 | −9    | 2 Schläge | Billy Casper                                         |
| 11  | 20. Juni 1964   | U.S. Open                            | 72-70-66-70=278 | −2    | 4 Schläge | Tommy Jacobs                                         |
| 12  | 26. Juli 1964   | Insurance City Open Invitational     | 70-63-69-71=273 | −11   | 1 Schlag  | Al Besselink, Paul Bondeson Sam Carmichal, Jim Grant |
| 13  | 23. August 1964 | American Golf Classic                | 71-66-69-69=275 | −5    | 5 Schläge | Mason Rudolph                                        |
| 14  | 31. Januar 1966 | Lucky International Open             | 68-68-71-66=273 | −11   | 1 Schlag  | Frank Beard                                          |

### Andere Siege (1)
- 1959: Almaden Open

## Major-Ergebnisse

### Siege (1)
| Jahr | Major     | Nach 54 Löchern     | Ergebnis             | Vorsprung | Zweitplatzierter |
| ---- | --------- | ------------------- | -------------------- | --------- | ---------------- |
| 1964 | U.S. Open | 2 Schläge Rückstand | –2 (72-70-66-70=278) | 4 Schläge | Tommy Jacobs     |

### Resultat-Zeitstrahl
Amateur
| Meisterschaft            | 1953 | 1954 | 1955 | 1956 |
| ------------------------ | ---- | ---- | ---- | ---- |
| Masters Tournament       | DNP  | T16  | DNP  | 2 LA |
| U.S. Open                | CUT  | DNP  | DNP  | 8 LA |
| The Open Championship    | DNP  | DNP  | DNP  | DNP  |
| The Amateur Championship | DNP  | DNP  | R64  | DNP  |

Professionell
| Meisterschaft         | 1957 | 1958 | 1959 |
| --------------------- | ---- | ---- | ---- |
| Masters Tournament    | T13  | T4   | CUT  |
| U.S. Open             | T6   | T35  | T38  |
| The Open Championship | DNP  | DNP  | DNP  |
| PGA Championship      | DNP  | T20  | T5   |

| Meisterschaft         | 1960 | 1961 | 1962 | 1963 | 1964 | 1965 | 1966 | 1967 | 1968 | 1969 |
| --------------------- | ---- | ---- | ---- | ---- | ---- | ---- | ---- | ---- | ---- | ---- |
| Masters Tournament    | 2    | T11  | T9   | 34   | DNP  | CUT  | 16   | T21  | T50  | CUT  |
| U.S. Open             | T23  | DNP  | DNP  | DNP  | 1    | CUT  | T17  | T28  | CUT  | CUT  |
| The Open Championship | DNP  | DNP  | DNP  | DNP  | DNP  | DNP  | DNP  | DNP  | DNP  | DNP  |
| PGA Championship      | 9    | T37  | T51  | DNP  | T5   | DNP  | T15  | T11  | T48  | DNP  |

| Meisterschaft         | 1970 | 1971 | 1972 | 1973 | 1974 |
| --------------------- | ---- | ---- | ---- | ---- | ---- |
| Masters Tournament    | DNP  | DNP  | DNP  | DNP  | DNP  |
| U.S. Open             | DNP  | DNP  | DNP  | DNP  | CUT  |
| The Open Championship | DNP  | DNP  | DNP  | CUT  | DNP  |
| PGA Championship      | DNP  | DNP  | DNP  | DNP  | DNP  |

LA = Low amateur
NT = Kein Turnier
DNP = Nicht gespielt
WD = Rückzug
CUT = Am Cut gescheitert
DNQ = Nicht qualifiziert
„T“ geteilte Platzierung
Siege in grüner Hintergrundfarbe, Top-10 Ergebnisse in gelb.
Quellen: Masters, U.S. Open, Open Championship, PGA Championship, 1955 British Amateur

### Zusammenfassung
| Tournament            | Siege | 2er | 3er | Top-5 | Top-10 | Top-25 | Events | Cuts made |
| --------------------- | ----- | --- | --- | ----- | ------ | ------ | ------ | --------- |
| Masters Tournament    | 0     | 2   | 0   | 3     | 4      | 9      | 14     | 11        |
| U.S. Open             | 1     | 0   | 0   | 1     | 3      | 5      | 13     | 8         |
| The Open Championship | 0     | 0   | 0   | 0     | 0      | 0      | 1      | 0         |
| PGA Championship      | 0     | 0   | 0   | 2     | 3      | 6      | 9      | 9         |
| Total                 | 1     | 2   | 0   | 6     | 10     | 20     | 37     | 28        |

## U.S. Nationalteams
Als Amateur
- Walker Cup: 1953 (gewonnen)

Als Profi
- Ryder Cup: 1965 (gewonnen)
- Presidents Cup: 2000 (als nicht spielender Kapitän gewonnen)